# Mounira El-Mahdeya
Mounira El-Mahdeya ou Mahdia (en arabe : منيرة المهدية) (née le 16 mai 1885 à Alexandrie et morte le 11 mars 1965), fut une chanteuse égyptienne plus connue sous le surnom de « sultane de la chanson » ou « sultane de l’extase » et considérée aujourd’hui comme la plus grande chanteuse égyptienne de l’entre-deux guerres. 

## Biographie
Elle a fait ses études dans une école religieuse française, à la suite de quoi elle entama sa carrière en tant qu’artiste en chantant et en dansant dans des cafés locaux. Elle fit ses débuts à l’écran dans un film de Hassan El Emmam, La sultane de la chanson, qui lui donna son surnom. Plus tard, elle joignit la troupe de théâtre de l’Aziz Eid Theatre, connue pour encourager et développer les talents de ses comédiens, comédiens qui ont d’ailleurs compté parmi eux de nombreuses futures stars comme Fatma Rochdi. C’est là que Mounira El Mahdeya acquis sa technique de jeu et son talent d’actrice lyrique qu’elle ne cessa de déployer par la suite. 
S’étant formée au contact des traditions théâtrales et esthétiques de son temps, elle possédait l’allure typique des actrices de son époque, avec de grands yeux noircis par un maquillage charbonneux et de courts cheveux ondulés. Une opulence caractéristique ainsi qu’un visage attrayant ont fait d’elle une star typique de la tradition des grandes chanteuses et divas égyptiennes.
Alexandrie fut le berceau du développement du cinéma en Égypte. Mounira El-Mahdeya a ainsi été proclamée première actrice égyptienne musulmane à apparaître sur scène. À cause de la forte pression culturelle de l’époque pesant sur les actrices, elle a amorcé sa carrière, en 1917, en interprétant des rôles masculins comme Romeo et Marc Anthony. Avant cela, les rôles féminins étaient portés par des acteurs ou par des actrices chrétiennes ou juives. Elle commença également à chanter des opérettes populaires et des opéras italiens, et ses représentations devinrent très appréciées et de plus en plus réclamées par le public. C’est à partir de ses expériences scéniques que d’autres artistes féminines musulmanes ont osé vivre de leur art, comme les actrices Bahiga Hafez, Fatma Rochdi et Aziza Amir. La musique et les interprétations de Mounira El Mahdeya marquèrent le début de la diffusion de la musique égyptienne dite « légère » apparue au lendemain de la Grande Guerre et contrevenant à la musique usuelle savante. Elle s’inscrit en ce sens dans le mouvement des femmes qui se firent les porte-paroles de la modernisation et qui luttèrent pour leur reconnaissance sociale.
La grande popularité de Mounira El Mahdeya, aiguisée par le succès du film La Coquette en 1935, lui a permis de se constituer un réseau d’admirateurs de différentes origines, tant sociales que géographiques, et un théâtre porte aujourd’hui son nom. Elle ne trouva de successeur à la mesure de son talent que plus tard dans la personne d’Oum Kalsoum.
En 2021, elle est l'une des personnalités présentées dans l'exposition « Divas. D'Oum Kalthoum à Dalida » à l'Institut du monde arabe (Paris).